# Гибибајт
Гибибајт се користи као јединица мере података у рачунарству и износи 1.073.741.824 (230) бајтова (1024 мебибајта).